# Driekleurige glansspreeuw
De driekleurige glansspreeuw (Lamprotornis superbus) is een lid van de familie spreeuwachtigen.

## Kenmerken
Deze vogel heeft een lengte van 19 tot 20 centimeter en heeft een blauwgroene kop, met een groene en blauwe metaalglans. De roodachtig/bruine buik wordt van de borst gescheiden door een smalle, witte band. De onderstaartdekveren zijn wit. De vogel heeft gele ogen, een zwarte snavel en zwarte poten.

## Voortplanting
Het vrouwtje legt drie tot vier blauwgroene eitjes, die zijn bedekt met heldere roodbruine of blauwe vlekjes. Na ruim veertien dagen komen de jongen uit.

## Verspreiding
Deze vogel is te vinden in Noordoost-Afrika, waaronder Ethiopië, Somalië, Oeganda, Kenia en Tanzania en wordt af en toe gespot in Nederland.

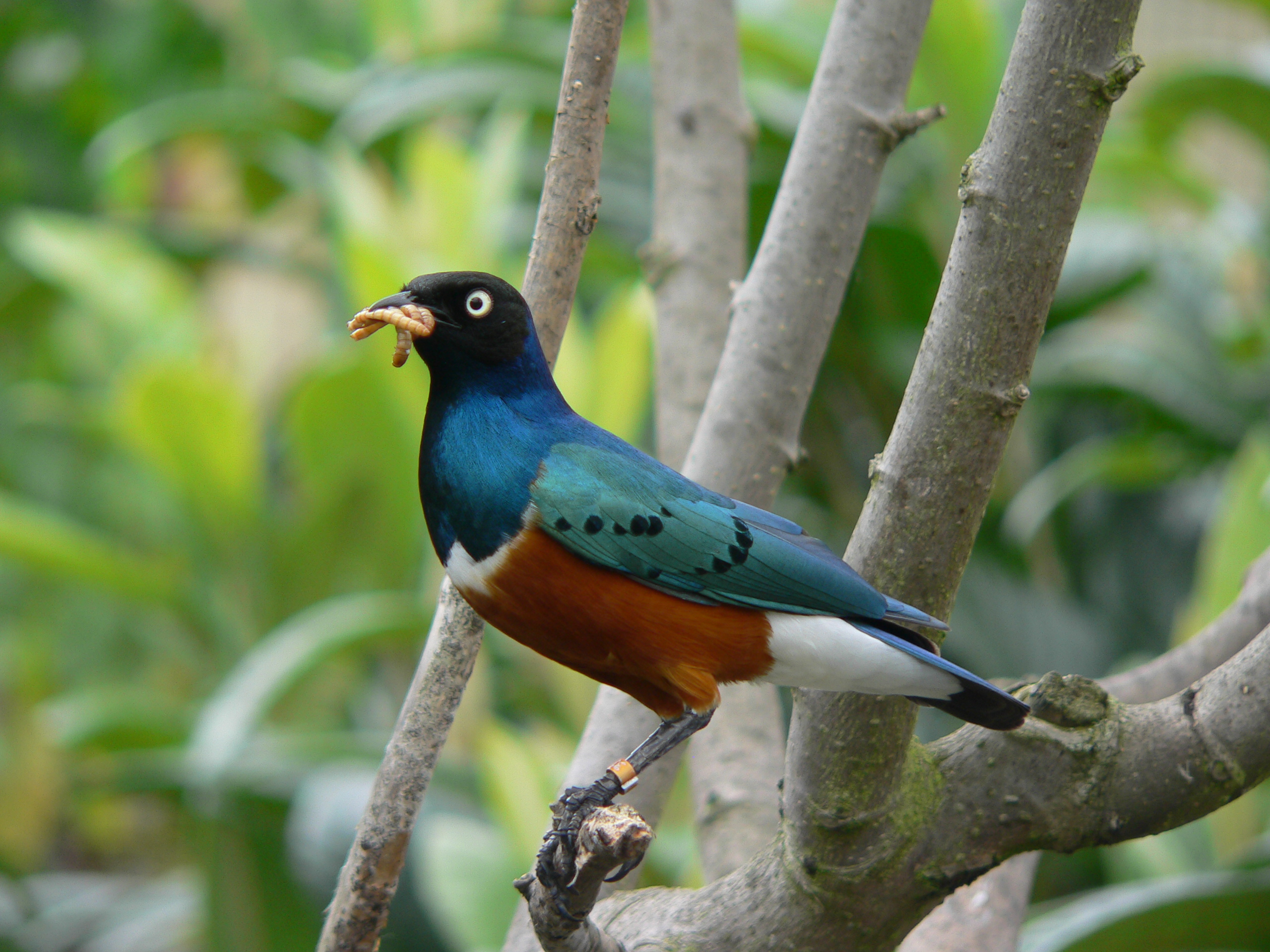
Driekleurige glansspreeuw met een lekker hapje